# Rubus kwangsiensis
Rubus kwangsiensis är en rosväxtart som beskrevs av Hui Lin Li. Rubus kwangsiensis ingår i släktet rubusar, och familjen rosväxter. Inga underarter finns listade i Catalogue of Life.